# Lilljansberget

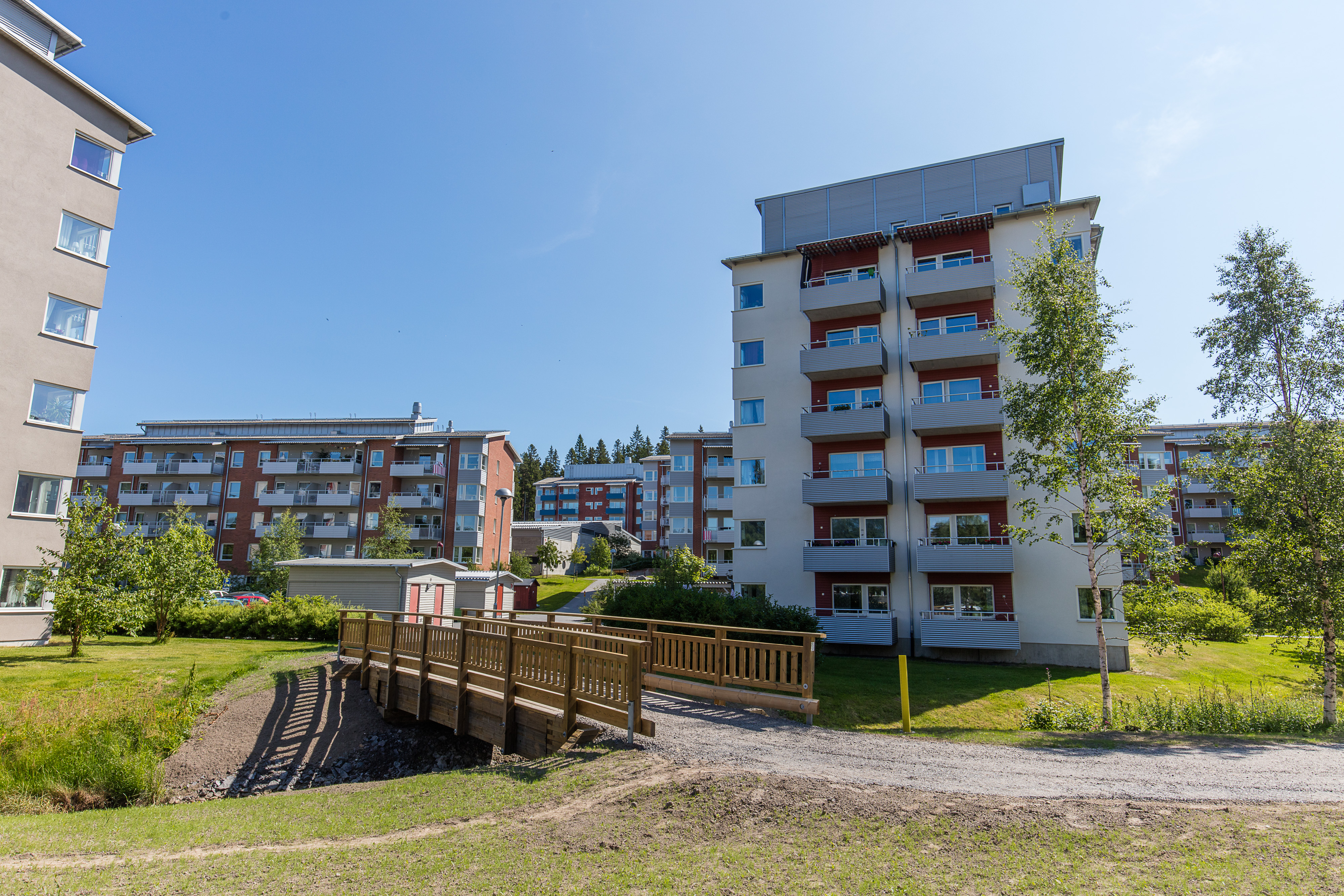
Hus på Lilljansberget i juli 2015.

Lilljansberget är ett berg i Umeå, och sedan 2005 även ett bostadsområde som gränsar till Berghem och Umeå universitet. Berget, men inte bostadsområdet, gränsar även till idrottsanläggningen Iksu. Områdets samtliga lägenheter är hyresrätter uppförda av det kommunala bostadsföretaget AB Bostaden. 
Åren 2016–2018 planeras för en utvidgning av området med cirka 2 000 nya bostäder, varav större delen studentbostäder, samt nya verksamhetslokaler längs Petrus Laestadius väg i delen närmast Sveriges lantbruksuniversitet. Fullt utbyggt ska det nya området, som ska ges en stadsmässing karaktär, rymma uppemot 3 000 invånare.